# Ice Age: The Meltdown
Ice Age: The Meltdown (bra: A Era do Gelo 2: O Degelo; prt: A Idade do Gelo 2: Descongelados) é um filme de animação digital estadunidense do gênero comédia e aventura lançado em 2006 pela 20th Century Fox e produzido pela Blue Sky Studios. É a primeira sequência de Ice Age (2002) e mostra os personagens tentando escapar de uma enchente ao mesmo tempo em que Manny encontra uma mamute fêmea. Foi dirigido pelo brasileiro Carlos Saldanha, que co-dirigiu o primeiro filme, e contou com a trilha sonora de John Powell. O elenco original de dublagem incluem Ray Romano, John Leguizamo, Denis Leary, Chris Wedge (oriundos do primeiro filme), Queen Latifah, Seann William Scott e Josh Peck.
O filme estreou primeiramente na Bélgica em 29 de março de 2006; em Portugal, o filme chegou em 30 de março, sendo que no dia seguinte deu-se sua estreia mundial oficial. A China foi o último país que o filme entrou em cartaz, lançando-o no dia 9 de junho daquele ano. Ice Age 2 foi recebido com críticas mistas, mas tornou-se um sucesso de bilheteria, ganhando mais de US$ 660 milhões. Mais três sequências foram lançadas: Dawn of the Dinosaurs em 2009, Continental Drift em 2012 e Collision Course em 2016.

## Enredo
O mamute-lanoso Manny, a preguiça Sid e o tigre Diego vivem atualmente em um grande vale cercado por um muro de gelo extremamente alto por todos os lados. No entanto, o trio descobre que por trás dessa parede de gelo tudo está derretendo, afetando a segurança dos animais que ali vivem uma vez que o dique de gelo pode se romper e inundar todo o vale. Um abutre diz-lhes que há um barco no outro lado do vale que pode salvar a todos, mas eles só têm três dias para alcançá-lo senão serão atingidos pela enchente. Manny também está tendo problemas por temer que ele seja o último mamute que restou de sua espécie.
Durante a evacuação, um bloco de gelo que contém dois répteis marinhos congelados da era Mesozóica, um pliossauro e um Cymbospondylus se rompe, libertando-os. Quando Manny está brevemente sozinho pensando na possível extinção de sua espécie, Diego e Sid encontram dois gambás travessos chamados Crash e Eddie que os enfurecem provocando os dois numa especie de "Whac-A-Mole" com buracos no chão. Manny, que ainda está refletindo e lembrando de sua família que foi morta por humanos, acaba por encontrar Ellie, uma mamute-lanosa que acredita ser uma gambá; um pouco depois descobre-se que ela é irmã adotiva de Crash e Eddie. Sid a convida para acompanhar o bando para escapar do dilúvio e ela traz seus irmãos. Depois de um perigoso encontro com o pliossauro e o Cymbospondylus oriundos do bloco de gelo derretido durante a travessia de um lago, Sid descobre que Diego sofre de hidrofobia e tenta encorajá-lo a admitir e enfrentar seus medos; Diego insiste em dizer que "o medo é para presa", então Sid aponta que Diego está se comportando como se ele fosse a "presa da água".
Mais adiante, Diego e Sid tentam encorajar Manny a ficar com Ellie, porém ele não consegue por ainda pensar em sua família falecida, então o bando descobre uma área que Ellie lembra remotamente e percebe que ali ela fora adotada por uma gambá fêmea com seus dois filhotes (Crash e Eddie), tendo um flashback do dia em que ela os viu pela primeira vez; Ellie finalmente admite que ela é um mamute e também expressa suas suspeitas sobre o quão diferente ela era dos outros gambás. Apesar do momento de intimidade com Manny, ela se distancia dele quando ele sugere "salvar sua espécie". Ellie e Manny acabam fazendo as pazes quando precisam cooperar para salvar o grupo de um abismo. Naquela noite, quando o bando para pra descansar, Sid é sequestrado por uma tribo de mini-preguiças que acreditam que Sid seja um "rei do fogo"; Sid acende uma faísca para eles que ilumina uma escultura nas pedras que lembra uma preguiça e passa a acreditar que finalmente ele encontrou seu devido respeito, mas a tribo planeja sacrificá-lo lançando-o em um vulcão com o intuito de se livrar da inundação, mas Sid escapa por pouco; na manhã seguinte, Sid conta aos outros a sua experiência, mas ninguém acredita nele. Depois de ser assediado por abutres, o grupo finalmente encontra o barco localizado logo atrás de um campo de gêiseres quentes; Manny, Sid e Diego separam-se de Ellie e seus irmãos quando eles discutem sobre qual caminho é mais seguro.
Quando o dilúvio chega, Manny salva Ellie de se afogar quando ela fica presa em uma caverna (formada após a queda de enormes rochas), enquanto Diego supera seu medo de água para salvar Sid, Crash e Eddie da correnteza. O pliossauro e o Cymbospondylus surgem novamente, mas devido ao raciocínio rápido de Manny, eles são liquidados por uma pedra enorme que cai sobre eles embaixo d'água, matando os dois. Os outros animais moradores do vale agora encontram-se dentro do barco e estão à mercê das correntes de água. Enquanto isso, Scrat sobe a geleira e no topo enfia a bolota que ele tem no gelo; isso forma uma rachadura na geleira, que se torna uma fissura que abre a geleira e faz com que a água escoe e o vale seja esvaziado, salvando todos os animais; Scrat, porém, cai no meio da correnteza e é então levado pela água. Após todos se salvarem, uma manada de mamutes surge no horizonte, provando que os mamutes não estão extintos, para a alegria de Manny. Pelo princípio, Manny acaba decodindo Ellie ir, porém Sid o encoraja a dizer a ela o que ele sente e eles decidem permanecer juntos de qualquer maneira, tomando Sid, Diego, Crash e Eddie como parte do bando. Sid encontra as mini-preguiças novamente e elas passam a acreditar que Sid parou o dilúvio e o convida para ser seu líder; Diego, surpreso ao ver que as mini-preguiças são reais, convence Sid a ficar com o bando, admitindo que Sid é uma parte importante do grupo.
O epílogo mostra Scrat tendo uma experiência de quase morte após cair na correnteza: ele entra num paraíso cheio de bolotas, mas de repente, ele é sugado de lá; para a infelicidade de Scrat, ele é salvo por Sid da morte após este realizar um procedimento de respiração boca-a-boca. Furioso por não estar mais no "paraíso", Scrat passa atacar Sid violentamente.

## Elenco
- Ray Romano como Manny. No Brasil com voz de Diogo Vilela.[7]
- John Leguizamo como Sid. No Brasil, Tadeu Mello.[7]
- Denis Leary como Diego. No Brasil, Márcio Garcia.[7]
- Chris Wedge como Scrat.
- Queen Latifah como Ellie. No Brasil, Cláudia Jimenez.[7]
- Seann William Scott como Crash. No Brasil, Peterson Adriano.[7]
- Josh Peck como Eddie. No Brasil, Gustavo Nader.[7]
- Will Arnett como o velho abutre que avisa a todos sobre a inundação. No Brasil, Isaac Bardavid.[7]
- Jay Leno como Fast Tony "Ligeiro". No Brasil, Sérgio Stern.[7]
- Tom Fahn como Stu.

## Produção
Após o lançamento de Ice Age em março de 2002, o produtor executivo Chris Meledandri comentou sobre uma possível sequência para o filme: "O sucesso de Ice Age é algo que nos dá um impulso adicional. É muito cedo para dizer, mas é algo que vamos estudar". Em junho de 2002 a Blue Sky Studios divulgou que já estava trabalhando numa sequência. Em 2003, Lori Forte, produtor do primeiro filme, assinou um contrato de longa duração com a Fox Feature Films para desenvolver e produzir filmes de animação para a distribuidora, incluindo a provável sequência de Ice Age. Em uma entrevista de julho de 2003, Denis Leary expressou esperança de reprisar seu papel como Diego na sequência afirmando: "Eu acho que há uma história, o pessoal da Fox está trabalhando em uma agora. Acho que eles irão apresentar um projeto no final do outono". Nesse mesmo ano foi divulgado que Ice Age 2 tinha previsão de lançamento para o ano de 2006, sendo que em agosto de 2004, ficou estabelecido pelo estúdio que a sequência seria lançada mundialmente em 31 de março de 2006.
Inicialmente desenvolvido sob o título provisório de Ice Age 2, o projeto foi renomeado em junho de 2005 para Ice Age 2: The Meltdown, mas para o lançamento final do filme em março de 2006 os criadores decidiram remover o número "2", chamando-o apenas de Ice Age: The Meltdown. No entanto, no Reino Unido, Irlanda, México e Austrália, seu título é mostrado como Ice Age 2: The Meltdown. Além disso, a maioria dos patrocinadores do filme tinha o algarismo "2" em embalagens de produtos oficiais mesmo após a mudança de nome, mas removeram o número nos anúncios de TV.
Carlos Saldanha, o diretor do filme, esforçou-se para fazer os olhos dos personagens parecerem mais vivos e não mecânicos: “Você quer que as expressões faciais funcionem. Eu queria que fosse desse jeito, se você olhasse em seus olhos você saberia o que eles estavam pensando”. Os personagens antigos (Manny, Sid, Diego e Scrat), apesar de terem aparecido no primeiro filme, foram remodelados para a sequência.

## Trilha sonora
O compositor John Powell foi escalado para realizar a trilha sonora do filme. A trilha sonora também apresenta a música "Food Glorious Food" do filme musical britânico Oliver! de 1968. Powell compôs uma nova música para o filme que substituiu as músicas-tema do filme anterior. A canção instrumental "Adagio from Spartacus" de Aram Khachaturian é apresentada durante a experiência de quase-morte de Scrat.
O álbum oficial da trilha sonora de Ice Age: The Meltdown foi lançado em 28 de março de 2006 pela Varèse Sarabande.

## Lançamento
Ice Age: The Meltdown teve sua premiere no TCL Chinese Theatre em Los Angeles em 19 de março. O filme chegou em Portugal em 30 de março de 2006, um dia antes da estreia mundial. O filme foi relançado em 3D em 13 de outubro de 2014 apenas na China.[carece de fontes?]

### Marketing
No episódio "Sibling Rivalry" da série de TV Family Guy, Scrat é mostrado tentando tirar três nozes do lado de uma geleira; Peter aparece e tenta detê-lo, advertindo o esquilo por roubar, o que leva Scrat a atacar Peter. Com exceção de Peter, toda a cena foi renderizada em 3D (uma vez que Family Guy é animado em 2D) e Scrat foi dublado por Chris Wedge, que também o dubla nos filmes. O episódio foi originalmente exibido na semana anterior ao lançamento do filme. A Fox exibiu vários reclames comerciais promovendo o filme durante toda a noite.
Um dos cartazes do filme parodiou um anúncio do iPod, tendo escrito "iAge" em vez de "iPod" e uma bolota substituindo um iPod.

### Mídia doméstica
Ice Age: The Meltdown foi lançado em Blu-ray e DVD na América do Norte em 21 de novembro de 2006. No Reino Unido o lançamento ocorreu em 23 de outubro de 2006 e em ambos os formatos está incluído o curta No Time for Nuts.

### Televisão
Em Portugal o filme foi exibido pela primeira vez na televisão em 3 de junho de 2007 no canal TVI, depois de uma exibição do primeiro filme.
No Brasil sua exibição inédita na televisão aberta se deu em 7 de dezembro de 2008 pela Rede Record dentro da sessão Tela Máxima; o filme foi transmitido depois de Ice Age em HDTV.

## Recepção

### Comercial
O filme superou as expectativas ao abrir com US$ 68.033.544 em seu primeiro final de semana; esta foi a segunda maior abertura para um lançamento que não ocorreu no verão e nem no período de férias, após os US$ 83.848.082 de A Paixão de Cristo, mas o recorde de maior bilheteria de fim de semana para março durou apenas um ano devido aos US$ 70.885.301 acumulados num fim de semana de 300. O filme arrecadou um total de US$ 195.330.621 nas bilheterias dos Estados Unidos e Canadá, tornando-se o primeiro filme de 2006 a ultrapassar a marca de US$ 100 milhões. O filme arrecadou US$ 667.094.506 em todo o mundo. The Meltdown foi o filme de maior bilheteria mundial de 2006, mas considerando apenas animações foi superado em receita nos Estados Unidos para Carros. Também foi o terceiro filme de maior bilheteria de 2006, atrás apenas de Piratas do Caribe: O Baú da Morte (US$ 1,066 bilhão) e O Código da Vinci (US$ 760 milhões).
Chris Meledandri, então presidente da 20th Century Fox Animation, creditou o sucesso do filme à força do estúdio em marketing global e distribuição, à diversidade da equipe e o método de Carlos Saldanha de usar imagens ao invés de palavras para resolver problemas criativos, o que o ajudou a perceber que a animação de um filme é tão importante quanto a história e o diálogo, levando-o a fundar a Illumination Entertainment um ano depois do lançamento de Ice Age 2.

### Crítica
Ice Age: The Meltdown recebeu críticas mistas: o agregador Rotten Tomatoes deu ao filme uma classificação "podre" com 57% das críticas positivas; o consenso do site diz: "Apesar de sua animação impressionante e das palhaçadas hilariantes do esquilo-dente-de-sabre Scrat, Ice Age 2: The Meltdown deixa muito a desejar em sua narrativa". Em outro site agregador de revisões, o Metacritic, foi calculado uma pontuação de 58/100 para o filme, colocando-a na extremidade alta da categoria "revisões mistas ou médias" do site. O crítico Roger Ebert deu ao filme duas estrelas e meia de quatro, afirmando que "no primeiro filme da franquia os personagens deram o seu melhor, o que não ocorreu em The Meltdown". No site brasileiro Plano Crítico o filme possui duas estrelas e meia de cinco.
As pesquisas do CinemaScore conduzidas durante o fim de semana de abertura indicaram que o público que viu o filme nos cinemas deu à animação uma nota média de "A" na escala A+ a F.

## Videogame
Um jogo de videogame e computador baseado no filme foi desenvolvido e publicado pela Vivendi Games em 2006. A versão em Wii foi lançada pouco após o lançamento do console.